# Felipe Boero
Pour les articles homonymes, voir Boero.
Felipe Santiago Boero (Buenos Aires, 1884 – id., 1958) était un compositeur et enseignant argentin. Après un séjour à Paris, il devint dans sa ville natale un auteur d'opéra fêté, et passe aujourd'hui pour être le fondateur d'un opéra national argentin. Outre six opéras, il fut le compositeur de poèmes symphoniques, d'un oratorio, d'une messe et de Lieder. Son œuvre musicale la plus célèbre demeure cependant l'opéra El Matrero. Il joua par ailleurs un rôle de premier plan dans la politique éducative de son pays.

## Biographie
Felipe Boero se mit à étudier le piano depuis le plus jeune âge et fut élève de Pablo Beruti en composition musicale. En 1902, il sortit de l'École normale Mariano Acosta de Buenos Aires avec le titre de Maître normal national.
En 1912, il remporta le Gran Premio Europa, bourse qui lui permit de suivre des études musicales au Conservatoire de Paris, où il fut disciple de Paul Vidal, et de faire connaissance avec l'œuvre de Gabriel Fauré, Camille Saint-Saëns, Claude Debussy, Maurice Ravel et Manuel de Falla. L'éclatement de la Première Guerre mondiale le contraignit cependant à retourner en Argentine avant d'avoir pu achever ses études. En 1915, il cofonda, conjointement avec José André, Ricardo Rodríguez et Josué Teófilo Wilkes (eux aussi lauréats du même prix), la Sociedad Nacional de Música, appelée aujourd'hui Asociación Argentina de Compositores.
Il fut actif dans l'enseignement au sein de différentes institutions tant de niveau primaire, secondaire que supérieur, fut directeur du Collège national Juan Martín de Pueyrredón de Buenos Aires et inspecteur du Conseil national de l'éducation. En 1934, il reçut mission de créer et de diriger des chorales populaires à l'intention d'élèves des écoles primaires pour adultes. En 1938, il devint membre de la Commission nationale des Beaux-Arts.

## Œuvres

### Opéras
- Tucumán (1914), sur un livret de Leopoldo Díaz Vélez. Composé pour célébrer le centenaire de la déclaration d'indépendance de l'Argentine en 1816, l'opéra remémore la bataille de Tucumán de 1812, lors de laquelle les troupes de l'armée du Nord sous le commandement de Manuel Belgrano vainquirent les troupes espagnoles de Pío Tristán. L'œuvre incorpore des éléments du répertoire musical populaire argentin ainsi que des vocables et tournures de l'espagnol vernaculaire.

- Ariadna y Dionisos (1916), également sur un livret de Leopoldo Díaz Vélez. Son argument est le mythe classique de l'héroïne trahie par Thésée.

- Raquela (1918), sur un livret de Víctor Mercante. Cet opéra relate un drame amoureux campagnard. Le compositeur y intégra danses, rythmes et mélodies argentines. L'orchestration inclut 5 guitares dans l'orchestre même et 9 guitares sur scène.

- Siripo (1924), sur un livret de Luis Bayón Herrera. Basé sur une tragédie en vers de Manuel de Lavardén, cette œuvre narre l'amour du cacique indigène Siripo pour la jeune espagnole Lucía Miranda et a pour décor le fort Sancti Spiritu et pour toile de fond les conflits entre Amérindiens et conquérants européens dans le Río de la Plata au cours du XVIe siècle.

- El Matrero (1925), considérée par beaucoup comme l'opéra argentin par excellence. L'argument, qui repose sur un drame du poète uruguayen Yamandú Rodríguez, met en œuvre la tradition populaire gaucho et intègre des mélodies populaires et une danse gaucho traditionnelle[1]. Est contée ici l'histoire d'un gaucho rebelle et fugitif – le vocable matrero désignant, en espagnol d'Argentine, un hors-la-loi en cavale – qui, se faisant passer pour un ménétrier de campagne, tente de gagner l'amour d'une altière jeune fille, Pontezuela, qui cependant le repousse, car s'étant prise de passion, sans toutefois le connaître, du rebelle justement, que l'on dit réfugié dans les collines avoisinantes.

- Zincalí (1933), basé sur un texte d'Arturo Capdevila traitant du mystère des gitans dans le monde.

Tous ces opéras furent représentées pour la première fois au théâtre Colón de Buenos Aires.

### Musique symphonique
- Camino solitario
- Carnaval en la sierra (1935)
- Chacarera mendocina
- Crepúsculo pampeano
- El Caramba
- El Gato porfiado (1935)
- El Inglés de los Güesos (1936)
- El Lacar, poème symphonique.
- El Matrero, suite symphonique (vers 1925-1930)
- El Porfiado (1935)
- Escenas Argentinas (1912)
- Flores de Cardón
- Funeral Coya (vers 1940-1950)
- Lluvia en el Campo (1929)
- Madrugada en la Pampa, prélude à son opéra Raquela (1918)
- Misa Chico
- Preludio
- Suite Argentina (vers 1920-1930)
- Suite de Danzas Argentinas (vers 1920-1930)
- Tres Danzas Argentinas
- Vidala de Carnaval (1935)
- Vidala Riojana
- Vidalita (1935)
- Zamba de Rosarito

### Autres
- El Inglés de los Güesos (1938)
- Las Bacantes (1925)
- Mariquita Thompson (vers 1930-1936)
- Para la noche de Noel (vers 1921-1940)

… et nombre d'autres œuvres instrumentales et vocales.